# Elio e le Storie Tese
Az Elio e le Storie Tese (olasz, jelentése: „Elio és a feszült történetek”; rövidítve gyakran EelST) egy milánói olasz rockegyüttes, amelyet Stefano Belisari – művésznevén Elio – alapított 1980-ban. Az együttes egyre növekvő népszerűségére eleinte csak nem hivatalosan kiadott és terjesztett, ún. bootleg-felvételekkel, valamint lokálokban (például a Magia Music Meetingben, illetve a híres milánói Zeligben) való fellépéseivel, később már hivatalosan is megjelentettt nagylemezivel és tévés szerepléseivel tett szert. A különösképpen a fiatalok körében népszerű zenekar 1996-ban második helyezést ért el a Sanremói Dalfesztiválon a La terra dei cachi című dalával. 1999-ben megnyérték a Dublinban rendezett MTV European Music Awards Best italian act (Legjobb olasz fellépés) kategóriáját, majd 2003-ban a Miglior videoclip (Legjobb videóklip) kategóriában nyertek díjat a Federazione Industria Musicale Italiana (FIMI) (Olasz Zeneipari Szövetség) által rendezett Italian Music Awardson. Valamennyi albumuk  Olaszországban aranylemez lett.

## Tagok

### Jelenlegi felállás
- Stefano Belisari (1961. július 30.), alias „Elio”; ének, gitár, fuvola.
- Nicola Fasani (1965. április 7.), alias „Faso” vagy „Pasto”; elektromos basszus, vokál
- Davide Civaschi (1962. január 22.), alias „Cesareo”, „Civas” vagy „Dave”; gitár, vokál
- Sergio Conforti (1964. február 13.), alias „Rocco Tanica”, „Confo Tanica”, „Carambola” (2003), Nuovo Boosta (2004), „Luigi Calimero” (2005), „Luigino”, „Rocco Taniche” stb.; ének, billentyűzet, dobgép.
- Christian Meyer (1963. január 27.), alias „Meyer”, „Millefinestre”, „Batterista Bobo”, „Avates”, „Turtello”, „Tafano”; dobok, ütőhangszerek
- Antonello Aguzzi (1959. december 6.), alias „Jantoman”, majd „Santoman”, később „Inumano”, jelenleg „Uomo”; billentyűzet, vokál.
- Vittorio Cosma, alias „Clayderman Viganò”; billentyűzet, gitár, vokál.
- Luca Mangoni (1961. március 26.), alias „Mangoni”, „Dottor Stramangone”; koreográfia, ének, vokál.

### Volt tag
- Paolo Panigada (1962. július 12. – † 1998. december 23.), alias „Feiez”

## Diszkográfia és videográfia
- Elio Samaga Hukapan Kariyana Turu (1989)
- The Los Sri Lanka Parakramabahu Brothers featuring Elio e le Storie Tese (1990 – minialbum).
- Italyan, Rum Casusu Çikti (1992)
- Esco dal mio corpo e ho molta paura (Gli inediti 1979-1986) (1993 – a kiadatlan élő dalok stúdiófelvétele, )
- Eat the Phikis (1996)
- Del meglio del nostro meglio Vol. 1 (1997 – a legnagyobb slágerek és kiadatlan dalok új feldolgozásai)
- Peerla (1998 – kiadatlan dalok és ritkaságok válogatáslemeze, )
- Craccracriccrecr (1999)
- Tutti gli uomini del deficiente (1999)
- Made in Japan – Live at Parco Capello (2001)
- Cicciput (2003)
- Studentessi (2008)
- L'album biango (2013)

## Fordítás
- Ez a szócikk részben vagy egészben  az   Elio e le Storie Tese című olasz Wikipédia-szócikk fordításán alapul.  Az eredeti cikk szerkesztőit annak laptörténete sorolja fel. Ez a jelzés csupán a megfogalmazás eredetét és a szerzői jogokat jelzi, nem szolgál a cikkben szereplő információk forrásmegjelöléseként.